# Кришпин-Киршенштейн, Анджей Казимир
Анджей Казимир Кришпин-Киршенштейн (ум. 1704) — государственный и военный деятель Великого княжества Литовского, писарь польный литовский (1683—1698), воевода витебский (1695—1704), староста пуньский и шёрешёвский.

## Биография
Представитель шляхетского рода Кришпин-Киршенштейн герба «Крыжпин». Сын подскабия великого литовского Иеронима Кришпин-Киршенштейна (ок. 1622—1681) и Анны Млоцкой. Братья — Михаил Антоний, Мартин Михаил и Ян Иероним.
В 1674 году на элекционном сейме признал избрание Яна Собеского на польский королевский престол. В 1688 году он был избран послом (депутатом) на вальный сейм в Гродно.
Избирался послом на варшавские сеймы в 1690 и 1698 годах. В 1691 году Анджей Казимир Кришпин-Киршенштейн участвовал в военной кампании против турок-османов. В 1693 году был избран маршалком гродненского сейма и выступил с приветственной речью к королю  Яну Собескому. Вступил в конфликт с могущественной партией Сапег, которые разорили его литовские староства и имения как сторонника короля. В Трибунале ВКЛ Сапеги обвинили Кришпин-Киршенштейнов в плебейском происхождении. На новом сейме 1695 года Сапеги попытались изгнать его из посольской избы и не разрешили ему вступить в должность сеймового маршалка. Это привело к срыву сейма. Король Ян Собеский, желая вознаградить его за преданность, в 1695 году пожаловал ему должность воеводы витебского.
В 1696 году Литовский трибунал издал постановление против рода Кришпин-Киршенштейн, в котором не признавал их дворянское происхождение и занимаемые ими государственные должности. При содействии королевы Марии Казимиры воевода витебский Анджей Казимир Кришпин-Киршенштейн организовал конфедарцию войск Великого княжества Литовского. Позднее примирился с Сапегами, которые признал его дворянское происхождение.
В 1697 году Анджей Казимир Кришпин-Киршенштейн поддержал кандидатуру саксонского курфюрста Августа Сильного на польский престол. 20 июля 1697 года он приветствовал в Тарновских-Гурах нового польского короля Августа Сильного от имени правительства Великого княжества Литовского.